# Estonia en el Festival de la Canción de Eurovisión 2018
Estonia participará en el Festival de la Canción de Eurovisión 2018. Su representante será Elina Nechayeva con La forza, seleccionados mediante el Eesti Laul 2018.

## Eesti Laul 2018
El Eesti Laul 2018 fue la décima edición de esta preselección. La competición constó de 20 temas divididos en dos semifinales, que tuvieron lugar el 10 y 17 de febrero de 2018. En cada semifinal se clasificaron cinco artistas, con lo que la final del 3 de marzo contó con otros diez temas.

### Formato
El formato de la competición incluyó dos semifinales y una final. Diez canciones compitieron en cada semifinal, y los cinco primeros de cada una se clasificaron, logrando así tomar parte en la final. En las semifinales, los cuatro primeros clasificados se decidieron por una combinación de jurado y televoto. Entonces, el quinto clasificado se decidió en una segunda ronda de votación únicamente para el televoto. La canción ganadora en la final se decidió en dos rondas: en la primera ronda los resultados decidieron los tres superfinalistas (a través de 50% jurado y 50% televoto), y en la superfinal se decidió el ganador mediante los votos de la audiencia.

### Canciones participantes
A principios de septiembre de 2017, la ERR abrió el periodo para artistas y compositores para enviar sus candidaturas hasta el 1 de noviembre de 2017. Los requisitos eran que al menos la mitad de los compositores de cada canción tuviera nacionalidad estonia o residieran en Estonia. El 10 de noviembre de 2017 se anunciaron los semifinalistas.
| Artista                                   | Canción                      | Compositores                                                            |
| ----------------------------------------- | ---------------------------- | ----------------------------------------------------------------------- |
| Aden Ray                                  | "Everybody's Dressed"        | Nikita Bogdanov                                                         |
| Desiree                                   | "On My Mind"                 | Amiran Gorgazjan                                                        |
| Elina Nechayeva                           | "La forza"                   | Mihkel Mattisen, Timo Vendt, Ksenia Kuchukova, Elina Nechayeva          |
| Eliis Pärna y Gerli Padar                 | "Sky" / "Taevas"             | Imre Sooäär                                                             |
| Etnopatsy                                 | "Külm"                       | Aile Alveus-Krautmann                                                   |
| Evestus                                   | "Welcome to My World"        | Ott Evestus                                                             |
| Frankie Animal                            | "(Can’t Keep Calling) Misty" | Marie Vaigla, Jonas Kaarnamets, Jan-Christopher Soovik                  |
| Girls in Pearls                           | "Spellbound"                 | Vivi Maar, Viveli Maar, Rasmus Lill                                     |
| Iiris y Agoh                              | "Drop That Boogie"           | Ago Teppand, Iiris Vesik                                                |
| Indrek Ventmann                           | "Tempel"                     | Allan Kasuk, Siim Koppel, Indrek Ventmann                               |
| Karl Kristjan y Karl Killing feat. Wateva | "Young"                      | Karl-Kristjan Kingi, Karl Killing, Kris Evan Säde, Hugo Martin Maasikas |
| Marju Länik                               | "Täna otsuseid ei tee"       | Liina Saar, Herman Gardarfve, Axel Ehnström, Marju Länik                |
| Metsakutsu                                | "Koplifornia"                | Meelis Meri, Rainer Olbri                                               |
| Miljardid                                 | "Pseudoprobleem"             | Miljardid, Marten Kuningas                                              |
| Nika                                      | "Knock Knock"                | Nika Prokopjeva                                                         |
| Rolf Roosalu                              | "Show a Little Love"         | Rolf Roosalu, Priit Uustulnd, Maian Kärmas                              |
| Sibyl Vane                                | "Thousand Words"             | Sibyl Vane, Helena Randlaht                                             |
| Stig Rästa                                | "Home"                       | Stig Rästa, Fred Krieger                                                |
| Tiiu x Okym x Semy                        | "Näita oma energiat"         | Kaido Luht, Sergei Morgun, Tiiu Kaarlõp, Meiko Umal                     |
| Vajé                                      | "Laura (Walk with Me)"       | Karl-Ander Reismann                                                     |

### Galas

#### Semifinal 1
La primera semifinal tuvo lugar el 10 de febrero de 2018. Diez canciones compitieron por las cinco plazas hacia la final. El desenlace se decidió mediante un jurado y un televoto. El jurado de la primera semifinal constó de Lenna Kuurmaa, Eeva Talsi, Hanna Parman, Mariliis Mõttus, Kristjan Hirmo, Tomi Rahula, Jaanus Nõgisto, Dave Benton, Rainer Ild, Aleksandr Žemžurov y Erik Morna.
| Semifinal 1 – 10 de febrero de 2018 | Semifinal 1 – 10 de febrero de 2018 | Semifinal 1 – 10 de febrero de 2018 | Semifinal 1 – 10 de febrero de 2018 | Semifinal 1 – 10 de febrero de 2018 | Semifinal 1 – 10 de febrero de 2018 | Semifinal 1 – 10 de febrero de 2018 | Semifinal 1 – 10 de febrero de 2018 | Semifinal 1 – 10 de febrero de 2018 | Semifinal 1 – 10 de febrero de 2018 | Semifinal 1 – 10 de febrero de 2018 |
| N.º                                 | Artista                             | Canción                             | Ronda 1                             | Ronda 1                             | Ronda 1                             | Ronda 1                             | Ronda 1                             | Ronda 1                             | Ronda 2                             | Ronda 2                             |
| N.º                                 | Artista                             | Canción                             | Jurado                              | Jurado                              | Televoto                            | Televoto                            | Total                               | Posición                            | Votos                               | Posición                            |
| ----------------------------------- | ----------------------------------- | ----------------------------------- | ----------------------------------- | ----------------------------------- | ----------------------------------- | ----------------------------------- | ----------------------------------- | ----------------------------------- | ----------------------------------- | ----------------------------------- |
| 1                                   | Vajé                                | "Laura (Walk with Me)"              | 22                                  | 3                                   | 1,620                               | 8                                   | 11                                  | 5                                   | 3,254                               | 1                                   |
| 2                                   | Iiris y Agoh                        | "Drop That Boogie"                  | 97                                  | 10                                  | 872                                 | 4                                   | 14                                  | 4                                   | —                                   | —                                   |
| 3                                   | Etnopatsy                           | "Külm"                              | 34                                  | 4                                   | 1,268                               | 6                                   | 10                                  | 6                                   | 1,861                               | 3                                   |
| 4                                   | Sibyl Vane                          | "Thousand Words"                    | 78                                  | 7                                   | 1,449                               | 7                                   | 14                                  | 3                                   | —                                   | —                                   |
| 5                                   | Aden Ray                            | "Everybody's Dressed"               | 59                                  | 5                                   | 978                                 | 5                                   | 10                                  | 7                                   | 2,454                               | 2                                   |
| 6                                   | Tiiu x Okym x Semy                  | "Näita oma energiat"                | 10                                  | 1                                   | 556                                 | 1                                   | 2                                   | 10                                  | 432                                 | 6                                   |
| 7                                   | Stig Rästa                          | "Home"                              | 86                                  | 8                                   | 2,999                               | 10                                  | 18                                  | 2                                   | —                                   | —                                   |
| 8                                   | Miljardid                           | "Pseudoprobleem"                    | 61                                  | 6                                   | 686                                 | 2                                   | 8                                   | 8                                   | 1,447                               | 5                                   |
| 9                                   | Desiree                             | "On My Mind"                        | 12                                  | 2                                   | 765                                 | 3                                   | 5                                   | 9                                   | 1,461                               | 4                                   |
| 10                                  | Elina Nechayeva                     | "La forza"                          | 113                                 | 12                                  | 11,792                              | 12                                  | 24                                  | 1                                   | —                                   | —                                   |

#### Semi-final 2
La segunda semifinal tuvo lugar el 17 de febrero de 2018. Diez temas compitieron, nuevamente, por las cinco plazas disponibles para la final. El resultado se decidió mediante un jurado y el televoto. El jurado constó de Lenna Kuurmaa, Eeva Talsi, Hanna Parman, Mariliis Mõttus, Kristjan Hirmo, Tomi Rahula, Jaanus Nõgisto, Dave Benton, Rainer Ild, Aleksandr Žemžurov and Erik Morna.
| Semifinal 2 – 17 de febrero de 2018 | Semifinal 2 – 17 de febrero de 2018       | Semifinal 2 – 17 de febrero de 2018 | Semifinal 2 – 17 de febrero de 2018 | Semifinal 2 – 17 de febrero de 2018 | Semifinal 2 – 17 de febrero de 2018 | Semifinal 2 – 17 de febrero de 2018 | Semifinal 2 – 17 de febrero de 2018 | Semifinal 2 – 17 de febrero de 2018 | Semifinal 2 – 17 de febrero de 2018 | Semifinal 2 – 17 de febrero de 2018 |
| N.º                                 | Artista                                   | Canción                             | Ronda 1                             | Ronda 1                             | Ronda 1                             | Ronda 1                             | Ronda 1                             | Ronda 1                             | Ronda 2                             | Ronda 2                             |
| N.º                                 | Artista                                   | Canción                             | Jurado                              | Jurado                              | Televoto                            | Televoto                            | Total                               | Posición                            | Votos                               | Posición                            |
| ----------------------------------- | ----------------------------------------- | ----------------------------------- | ----------------------------------- | ----------------------------------- | ----------------------------------- | ----------------------------------- | ----------------------------------- | ----------------------------------- | ----------------------------------- | ----------------------------------- |
| 1                                   | Marju Länik                               | "Täna otsuseid ei tee"              | 39                                  | 4                                   | 566                                 | 1                                   | 5                                   | 10                                  | 635                                 | 6                                   |
| 2                                   | Rolf Roosalu                              | "Show a Little Love"                | 57                                  | 6                                   | 862                                 | 4                                   | 10                                  | 7                                   | 1,500                               | 2                                   |
| 3                                   | Frankie Animal                            | "(Can't Keep Calling) Misty"        | 112                                 | 12                                  | 972                                 | 7                                   | 19                                  | 1                                   | —                                   | —                                   |
| 4                                   | Eliis Pärna y Gerli Padar                 | "Sky"                               | 22                                  | 1                                   | 1,303                               | 10                                  | 11                                  | 6                                   | 1,764                               | 1                                   |
| 5                                   | Indrek Ventmann                           | "Tempel"                            | 38                                  | 3                                   | 957                                 | 6                                   | 9                                   | 8                                   | 1,333                               | 4                                   |
| 6                                   | Evestus                                   | "Welcome to My World"               | 75                                  | 8                                   | 873                                 | 5                                   | 13                                  | 4                                   | —                                   | —                                   |
| 7                                   | Karl Kristjan y Karl Killing feat. Wateva | "Young"                             | 50                                  | 5                                   | 1,791                               | 12                                  | 17                                  | 2                                   | —                                   | —                                   |
| 8                                   | Metsakutsu                                | "Koplifornia"                       | 30                                  | 2                                   | 734                                 | 3                                   | 5                                   | 9                                   | 1,454                               | 3                                   |
| 9                                   | Girls in Pearls                           | "Spellbound"                        | 91                                  | 10                                  | 705                                 | 2                                   | 12                                  | 5                                   | 1,234                               | 5                                   |
| 10                                  | Nika                                      | "Knock Knock"                       | 58                                  | 7                                   | 1,019                               | 8                                   | 15                                  | 3                                   | —                                   | —                                   |

#### Final
La final tuvo lugar el 3 de marzo de 2017 en el Saku Suurhall de Tallinn. Las diez canciones clasificadas de las semifinales compitieron en esta gala. El ganador se decidió a través de dos rondas de votación. En la primera ronda, un jurado (50%) y el televoto (50%) decidieron las tres candidaturas que avanzarían hacia la superfinal. Ya en la superfinal, el ganador se decidió mediante únicamente el televoto. El orden de actuación se desveló el 20 de febrero de 2017.
En la primera ronda, la votación determinó que serían "La forza" de Elina Nechayeva, "Home" de Stig Rästa y "Laura (Walk With Me)" de Vajé quiénes avanzan a la superfinal. Entonces, el televoto decidió que Elina Nechayeva fuera la ganadora del Eesti Laul 2018, y por consiguiente representar a Estonia en Eurovisión 2018.
| Final – 3 de marzo de 2018 | Final – 3 de marzo de 2018                | Final – 3 de marzo de 2018   | Final – 3 de marzo de 2018 | Final – 3 de marzo de 2018 | Final – 3 de marzo de 2018 | Final – 3 de marzo de 2018 | Final – 3 de marzo de 2018 | Final – 3 de marzo de 2018 | Final – 3 de marzo de 2018 |
| N.º                        | Artista                                   | Canción                      | Jurado                     | Jurado                     | Televoto                   | Televoto                   | Total                      | Place                      |                            |
| -------------------------- | ----------------------------------------- | ---------------------------- | -------------------------- | -------------------------- | -------------------------- | -------------------------- | -------------------------- | -------------------------- | -------------------------- |
| 1                          | Karl Kristjan y Karl Killing feat. Wateva | "Young"                      | 47                         | 3                          | 5,786                      | 8                          | 11                         | 6                          |                            |
| 2                          | Eliis Pärna & Gerli Padar                 | "Taevas"                     | 34                         | 1                          | 2,308                      | 3                          | 4                          | 10                         |                            |
| 3                          | Nika                                      | "Knock Knock"                | 50                         | 4                          | 1,991                      | 1                          | 5                          | 9                          |                            |
| 4                          | Sibyl Vane                                | "Thousand Words"             | 86                         | 10                         | 2,898                      | 4                          | 14                         | 4                          |                            |
| 5                          | Stig Rästa                                | "Home"                       | 79                         | 7                          | 5,714                      | 7                          | 14                         | 3                          |                            |
| 6                          | Vajé                                      | "Laura (Walk with Me)"       | 51                         | 5                          | 5,995                      | 10                         | 15                         | 2                          |                            |
| 7                          | Elina Nechayeva                           | "La forza"                   | 113                        | 12                         | 37,628                     | 12                         | 24                         | 1                          |                            |
| 8                          | Frankie Animal                            | "(Can’t Keep Calling) Misty" | 85                         | 8                          | 2,031                      | 2                          | 10                         | 7                          |                            |
| 9                          | Iiris y Agoh                              | "Drop That Boogie"           | 52                         | 6                          | 3,427                      | 6                          | 12                         | 5                          |                            |
| 10                         | Evestus                                   | "Welcome to My World"        | 41                         | 2                          | 2,977                      | 5                          | 7                          | 8                          |                            |

| Votos detallados del jurado | Votos detallados del jurado  | Votos detallados del jurado | Votos detallados del jurado | Votos detallados del jurado | Votos detallados del jurado | Votos detallados del jurado | Votos detallados del jurado | Votos detallados del jurado | Votos detallados del jurado | Votos detallados del jurado | Votos detallados del jurado | Votos detallados del jurado | Votos detallados del jurado | Votos detallados del jurado |
| N.º                         | Canción                      | V. Soosalu                  | G. Majors                   | Maiken                      | N. Caligiore                | L. Prits                    | S. Teppan                   | J. Levieva-Sawyer           | H. Sildna                   | O. Tøpholm                  | M. Kesler                   | I. Must                     | Total                       | Puntos                      |
| --------------------------- | ---------------------------- | --------------------------- | --------------------------- | --------------------------- | --------------------------- | --------------------------- | --------------------------- | --------------------------- | --------------------------- | --------------------------- | --------------------------- | --------------------------- | --------------------------- | --------------------------- |
| 1                           | "Young"                      | 1                           | 2                           | 1                           | 5                           | 6                           | 1                           | 5                           | 1                           | 5                           | 10                          | 10                          | 47                          | 3                           |
| 2                           | "Taevas"                     | 2                           | 1                           | 2                           | 2                           | 2                           | 8                           | 4                           | 2                           | 4                           | 4                           | 3                           | 34                          | 1                           |
| 3                           | "Knock Knock"                | 4                           | 4                           | 7                           | 1                           | 4                           | 4                           | 2                           | 7                           | 8                           | 7                           | 2                           | 50                          | 4                           |
| 4                           | "Thousand Words"             | 6                           | 6                           | 6                           | 10                          | 10                          | 7                           | 7                           | 8                           | 6                           | 8                           | 12                          | 86                          | 10                          |
| 5                           | "Home"                       | 3                           | 5                           | 8                           | 8                           | 5                           | 12                          | 6                           | 4                           | 10                          | 12                          | 6                           | 79                          | 7                           |
| 6                           | "Laura (Walk with Me)"       | 5                           | 8                           | 5                           | 6                           | 1                           | 3                           | 10                          | 3                           | 7                           | 1                           | 2                           | 51                          | 5                           |
| 7                           | "La forza"                   | 12                          | 12                          | 12                          | 12                          | 12                          | 10                          | 8                           | 10                          | 12                          | 6                           | 7                           | 113                         | 12                          |
| 8                           | "(Can't Keep Calling) Misty" | 8                           | 10                          | 10                          | 7                           | 7                           | 6                           | 12                          | 12                          | 2                           | 3                           | 8                           | 85                          | 8                           |
| 9                           | "Drop That Boogie"           | 7                           | 7                           | 4                           | 4                           | 3                           | 5                           | 3                           | 6                           | 3                           | 5                           | 5                           | 52                          | 6                           |
| 10                          | "Welcome to My World"        | 10                          | 3                           | 3                           | 3                           | 8                           | 2                           | 1                           | 5                           | 1                           | 1                           | 4                           | 41                          | 2                           |

| 1 | Stig Rästa      | "Home"                 | 9,686 (16%)  | 2 |
| 2 | Vajé            | "Laura (Walk with Me)" | 8,506 (14%)  | 3 |
| 3 | Elina Nechayeva | "La forza"             | 43,445 (70%) | 1 |

## En Eurovisión
El Festival de la Canción de Eurovisión 2018 tendrá lugar en el Altice Arena de Lisboa, Portugal y consistirá en dos semifinales el 8 y 10 de mayo y la final el 12 de mayo de 2018. De acuerdo con las reglas de Eurovisión, todas las naciones con excepción del país anfitrión y los "5 grandes" (Big Five) deben clasificarse en una de las dos semifinales para competir en la Gran Final; los diez mejores países de cada semifinal avanzan a esta final. Estonia estará en la semifinal 1, actuando en el puesto 9.